# ابوسلمه خلال همدانی

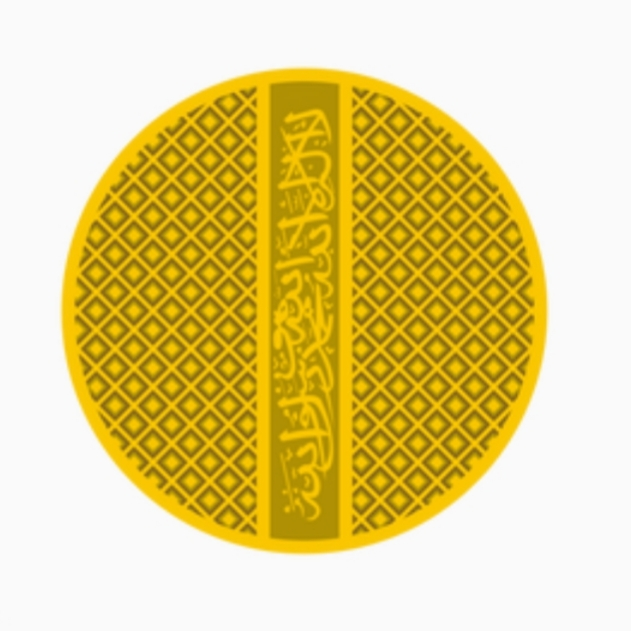
نشان خلافت عباسی

ابوسلمه خلال همدانی یا ابوسلمه حفض بن سلیمان همدانی مشهور به وزیر آل محمد (درگذشته ۱۳۲ ه‍.ق برابر با ۷۵۰ م) داعی بزرگ عباسیان است او از نظر نفوذ و قدرت همپای ابومسلم خراسانی بود و در برانداختن بنی‌امیه نقش بسزایی داشت. همهٔ مورخان ابوسلمه را از موالی دانسته و گفته‌اند که با او به فارسی سخن می‌گفته‌اند. اقبال آشتیانی او را هَمَدانی خوانده‌است.

## وصلت با خاندان بنی عباس
از جزئیات اوایل زندگی ابوسلمه و تاریخ تولد او آگاهی چندانی در دست نیست. برخی او را از موالی بنی سبیع از تیرهٔ بنی هَمدان، برخی از موالی بنی حارث بن کعب و بعضی از بنی مُسلیه تیره‌ای از بنی حارث بن کعب دانسته‌اند. نسبت خَلّال که به ابوسلمه داده‌اند، از دیر باز محل تردید و پرسش بوده‌است برخی گفته‌اند که مردی صراف بود و دکان‌هایی نیز در زراره محله‌ای در کوفه داشته‌است. ابن خلکان نوشته‌است که ابوسلمه از توانگران کوفه بود و بعدها برای پیشرفت دعوت عباسی از بذل مال دریغ نکرد.
ابوسلمه در کوفه با دختر بکیر ابن ماهان یکی از دعات بنی‌عباس ازدواج کرد و به وسیلهٔ پدر زنش به دستگاه مخفی ابراهیم امام رهبر عباسیان راه پیدا نمود. صاحب مکنت و اعتبار گردید و یکی از داعیان با نفوذ عباسیان شد. پس از مرگ بکیر ابن ماهان ابراهیم امام ابوسلمه را جانشین بکیر معرفی کرد و او را به خراسان فرستاد.

## همکاری با ابومسلم خراسان
زندگی سیاسی ابوسلمه خلال همدانی در خراسان با فعالیت‌های رزمی ابومسلم خراسانی هم‌زمان است در برخی جهات حرکات وطن‌پرستانه آن دو فرد ایرانی که یکی از مشرق با شمشیر برخاسته بود و دیگری که از غرب ایران با قدرت قلم حرکت کرده بود یکی است و در یک نکته با هم اختلاف سلیقه دارند و ان این که ابومسلم در برانداختن بنی‌امیه بدنبال به قدرت رسیدن بنی‌عباس و استقلال ایران بود ولی ابوسلمه در اندیشه بقدرت رسیدن آل علی و علویان بوده‌است.

## قیام بر ضد بنی امیه
نخستین خروج رسمی بنی‌عباس بر بنی‌امیه موقعی است که در مناسک حج، ابراهیم امام رسماً اعلان مخالفت با بنی‌امیه را نمود. فشرده آن واقعه تاریخی از زبان مقدسی چنین است:
«ابراهیم با همراهانش با لباس‌های فاخر و مشخص برای انجام حج به مکه وارد شدند. مردم آنها را بهم نشان می‌دادند و می‌گفتند اینان بنی‌عباس هستند که بر بنی‌امیه خروج کرده‌اند. خبر به مردان رسید. به کارگزار دمشق فرمان داد تا او را گرفتند و بزندان افکندند او را در آهن کردند و حلقه را چندان بر او تنگ گرفتند که جان سپرد و با همان قید آهنین به خاک سپرده شد.»
ابراهیم آینده خود را می‌دانست به برادر کوچکترش ابوالعباس سفاح سفارش کرد «پس از من به کوفه برو به نزد ابوسلمه خلال همدانی. او ترا و خانواده مرا در امان خواهد داشت و کارها را به سامان می‌رساند.»
پس از اینکه ابوالعباس سفاح به کوفه وارد شد مخفیانه به خانه ابوسلمه رفت. ابوسلمه فرصت را غنیمت دانست. او و اطرافیانش را در سرایی بزرگ ظاهراً مخفی نمود؛ ولی، در حقیقت زندانی کرد تا از فرصت بدست آمده استفاده کرده و یکی از افراد آل علی را به حکومت ترغیب نماید و بدین گونه خلافت را به آل علی برساند.
مقدسی در این باره می‌نویسد: «ابوسلمه خانواده ابراهیم امام را در سرایی جای داد و نهان می‌داشت و می‌گفت: شما باید درنگ کنید چرا که مردم با ابراهیم امام بیعت کرده‌اند و او مرده‌است و ممکن است بعد از این حادثه‌ای روی دهد؛ و قصدش این بود که کار خلافت را به فرزندان علی بن ابیطالب بسپارد. چرا که در آغاز مردم را بدیشان فراخوانده بود».
این مطلب از سایر کتاب‌های تاریخی از جمله تاریخ طبری و تاریخ الکامل نیز نقل شده‌است.

## دعوت از بزرگان آل علی
ابوسلمه برای نیل به هدف خود سه نامه به سه تن از بزرگان آل علی نوشت و به وسیلهٔ پیک مخصوص فرستاد و با صراحت تمام از آنان دعوت نمود تا با یاری او سیاست و حکومت را بدست گیرند.
مسعودی نوشته‌است:
«ابوسلمه حفض بن سلیمان از وقتی خبر کشته شدن ابراهیم امام را شنیده بود، درصدد بود از دعوت بنی‌عباس به دعوت آل ابیطالب بازگردد… ابو سلمه بعد از مرگ ابراهیم امام بیم داشت کار وی آشفته شود و تباهی گیرد، بدین جهت نامه‌هایی با یک مضمون برای آل علی فرستاد.»
مقدسی این حرکت دیپلماسی ابوسلمه خلال همدانی را چنین می‌آورد:
«ابوسلمه بر جعفر بن محمد امام جعفر صادق و عبدالله ابن حسین از نوادگان حضرت امام حسن و عمرابن حسن بی علی از نوادگان امام سجاد نامه نوشت که این دعوت از طرف هیچ‌یک از این سه تن پذیرفته نشد.
ابوسلمه هنگامی که از پذیرش حکومت به وسیلهٔ خاندان علی ناامید گردید به ناچار برای حفظ جان خود و ادامه کار در همراهی با ابومسلم به یاری ابوالعباس سفاح پرداخت تا اینکه سفاح امویان را برانداخت.

## قتل ابوسلمه
در سال ۱۳۲ هجری هنگامیکه سفاح از فعالیت‌های دیپلماسی ابوسلمه باخبر گردید، دستور داد تا به وسیلهٔ ابومسلم خراسانی او را به قتل رسانیدند و پس از او منصور عباسی جانشین سفاح، ابومسلم خراسانی را نیز به ناجوانمردی کشت.